# 紋穗內站
紋穗內站（日语：／ Momponai eki */?）曾是屬於北海道旅客鐵道（JR北海道）宗谷本線的無人站，位於北海道中川郡美深町字紋穂内。車站編碼為W56，電報略號為モホ。本站已於2021年3月遭到廢站。而站名源自於阿伊努語「mo-nup-o-nay」，意思是小原野中的河川。

## 車站構造
本站在廢站前為側式月台1面1線的無人車站，並設有由車長列車改建而成的候車室。

## 車站周邊
本站周圍主要是田地，而遠處則是國道。在面向天鹽川方向的車站旁有小村落和草原。
- 國道40號
- 北海道道445号紋穂内停車場線（日语：北海道道445號紋穗內停車場線）
- 天鹽川
- 美深路邊站（日语：道の駅びふか）
- 名士巴士（日语：名士バス）「西里4線」車站
- 美深溫泉（日语：びふか温泉）

## 歷史
- 1911年11月3日：日本國有鐵道之車站啟用。一般車站。
- 1977年5月25日：廢止貨物裝卸。
- 1984年：

- 2月1日：取消行李處理。
- 11月10日：廢除售票及檢票的服務，只配置處理閉塞的車站職員。

- 1986年11月1日：引入CTC的同時正式成為無人站。
- 1987年4月1日：正式民營化並進行分割，車站劃歸由JR北海道繼承。
- 2021年3月13日：隨時間表改正，車站被廢除[2][3]。

## 相鄰車站
北海道旅客鐵道（JR北海道）
■宗谷本線（廢站前）
（※）初野（W55）－紋穗內（W56）－恩根內（W57）
（※）一部分列車通過此站、初野站。

## 外部連結
- （日語）JR北海道 – 紋穗內站 （页面存档备份，存于）
- （日語）全驛參觀之旅 （页面存档备份，存于）